# Рогуля, Борис Дмитриевич
Бори́с Дми́триевич Рагу́ля (бел. Барыс Дзмітрыевіч Рагуля; 1 января 1920, д. Турец Новогрудского повета (ныне Кореличский район, Гродненская области) Новогрудского воеводства, Польша — 21 января 2005, Лондон, Онтарио, Канада) — белорусский коллаборационист, агент Абвера и ЦРУ, врач-онколог в Канаде.

## Биография
Учился в Новогрудской белорусской гимназии, после её закрытия — в новогрудской польской гимназии имени А. Мицкевича. Поступил на медицинский факультет Виленского университета, но вскоре был мобилизован. В июне 1939 года окончил унтер-фицерскую школу в Замбруве. С 1 сентября 1939 года в составе Войска Польского (в звании хорунжего) воевал против немецких агрессоров, был офицером связи. Попал в плен, из которого бежал в 1940 году.
Работал учителем немецкого языка в школе в Любче. Затем подался в БССР.
В январе 1941 года арестован НКВД, содержался в минской «Американке» (ныне — СИЗО КГБ Белоруссии). Обвинялся в нелегальном переходе границы, контрреволюционной деятельности, шпионаже. Был приговорён к смертной казни. После нападения нацистской Германии на СССР оказался на свободе.
Работал переводчиком в Новогрудке, преподавал в учительской семинарии.
Принимал участие в организационном собрании Белорусской Незалежницкой Партии, входил в состав её Центрального комитета.
В июле 1942 года был назначен командиром окружного отдела «Белорусской народной самопомощи» (БНС) в Новогрудском округе. В то же время был окружным референтом «Корпуса белорусской самообороны» (КБС).
В феврале-марте 1944 года по приказу немецкого комиссара Новогрудского округа Вильгельма Траубе сформировал для БНС конный эскадрон в Новогрудке, который сам же и возглавил.
С июля 1944 года — командир кавалерийского дивизиона в составе Бригады вспомогательной полиции «Зиглинг» (нем. Schutzmannschaft-Brigade Siegling).
С августа 1944 года — в спецшколе школе Абвера «Дальвитц», где в чине капитана участвовал в подготовке диверсантов одноимённого десантного батальона. Курсанты батальона были набраны из белорусских коллаборационистов, их готовили для заброски в тыл Красной Армии с задачами проведения диверсий, разведки и организации массового восстания. В октябре 1944 года Рогуля отказался лететь с десантом в БССР и покинул батальон.
После войны оказался в американской зоне оккупации Германии. Окончил Лёвенский католический университет (Бельгия). Входил в состав рады БНР. Сотрудничал с ЦРУ в реализации проекта AEQUOR, позывной Cambista 2. Получал зарплату в размере 300 долларов за подготовку нелегальных агентов, засылаемых спецслужбами США в СССР.
В сентябре 1951 года в рамках проекта года на территорию БССР был заброшен Янка Филистович. Затем была отправлена ещё группа из четырёх парашютистов: Тимофей Остриков (псевдоним Карл Свенсон), Михаил Артишевский (Финир Сигурдсон), Геннадий Костюк (Бен) и Андрей Кальницкий (Джо).
С 1954 года проживал в Лондоне (Канада), доктор медицины, онколог. Активно занимался политической и общественной деятельностью, был одним из лидеров белорусской политэмиграции в этой стране. Заместитель председателя рады БНР. Председатель международной организации «Конфедерация свободных белорусов». Председатель филиала Белорусского института науки и искусств в Канаде, член Объединения белорусов Канады. Представлял белорусов Канады в межнациональных объединениях.
После Чернобыльской катастрофы организовал сбор средств для оказания помощи жертвам катастрофы.
В 1997 году по его инициативе была активизирована деятельность рады Белорусской народной республики, привлечены новые персоны. Рада БНР присвоила Рогуле звание генерал-майора.
Автор воспоминаний.

## Творчество
- Беларускае студэнцтва на чужыне = Belarusian Students Abroad / Барыс Рагуля. — Лёндан (Канада) — Нью-Ёрк: [б.в.], 1996. — 206 с.
- Беларускае студэнцтва на чужыне / Барыс Рагуля. — 2-е выд, выпраўл. й дап. — Мн.: Беларускі кнігазбор, 2006. — 188 с. — (Бібліятэка Бацькаўшчыны; Кн. 10). — ISBN 985-504-048-1.
- Against the Current: The Memoirs of Boris Ragula. MD McGill-Queen’s University Press, 2005.